# Dorothée Dupuis
Pour les articles homonymes, voir Dupuis (homonymie).
Dorothée Dupuis (née le 3 juillet 1980 à Paris) est commissaire d'exposition, critique et éditrice spécialisée dans l'art contemporain, l'intersection des arts, de la politique, du féminisme, du marxisme et du postcolonialisme. Elle fonde le magazine Terremoto.mx, à Mexico, et Pétunia avec Lili Reynaud Dewar et Valérie Chartrain.

## Biographie

### Formation
Fille du dessinateur Pierre Dupuis, elle est élève au lycée Fénelon Sainte-Marie, elle obtient un MFA de la HEAR (Haute école des arts du Rhin) de Strasbourg, en 2005.

### Carrière
Elle travaille pour Philippe Parreno en 2005, sur le film Zidane, un portrait du XXIe siècle. Elle devient commissaire d'exposition assistante au Centre Georges-Pompidou de 2005 à 2007, avec Christine Macel sur les expositions Dionysiac et Airs de Paris,.
À Paris, en 2006, elle cofonde l'espace Le Commissariat, avec Fayçal Baghriche dont elle est un membre actif jusqu'en 2010. Elle dirige le Triangle France, à Marseille, de 2007 à 2012. Elle contribue régulièrement aux revues Flash Art (Milan), Spike Art Daily (Vienne) et Crash Magazine (Paris).
Elle rejoint la Villa Médicis en 2022.

## Expositions et projets
- Sans Conservateurs : Michel Blazy, Nicolas Boulard, Wolf Von Kries, Le Commissariat, Paris, 2006.
- Entre Chienne et Louve : Kjersti Andvig, Lars Laumann, Le Commissariat, Paris, 2006.
- We are the Robots, Galerie Léo Scheer, Paris, 2007[7].
- Uni-super-blockhaus-total-parpaing, OEEN Group, Copenhagen, 2007.
- Inaccessibility and Hierarchical Connectors : Lucas Lenglet, Palais de Tokyo, Paris, 2007[8].
- The Syndrome of Broadway, cocurated with Le Commissariat, Parc Saint Léger, Pougues-les- Eaux, 2007[9].
- You can’t fire me because I quit : Guillaume Alimoussa, Galerie Jean Brolly, Paris, 2007.
- Personne ici n'est innocent : Kjersti Andvig, Triangle France, Marseille, 2008[10].
- Les Formes Féminines, Triangle France, Marseille, 2009[11].
- Luke Dowd et Yann Gerstberger, cocurated with Damien Airault, Le Commissariat, Paris, 2009[12].
- It's like a jungle sometimes, it makes me wonder how I keep from going under (bis): cocurated with Matthieu Clainchard, Triangle France, Marseille, 2010[13].
- Si vous recevez ceci vous serez couverts de gloire : Kara Uzelman, cocurated with Damien Airault, Le Commissariat, Paris, 2010[14].
- K. Acker: The Office / Rulin 'n' freaking, cocurated with Géraldine Gourbe, Triangle France, Marseille, 2011[15].
- Projection des films d'Ellen Cantor, La GAD, Marseille, 2011[16]
- Les Possédés, Triangle France, Marseille, 2012[17].
- Pro-choice, cocurated with Petunia, FRI-ART, Fribourg, 2013[18].
- Interior 301, Galerie Alain Gutharc, Paris, dans le cadre de Nouvelles Vagues au Palais de Tokyo, 2013[19].
- Le Hall : Daniel Dewar et Gregory Gicquel, Prix Marcel Duchamp 2012, Centre Georges Pompidou, Paris, 2013[20],[21].
- Momentum...Maybe the time has come to live our corporality rather than speak our sexuality, cocurated with Petunia, PSM Gallery, Berlin, 2014[22].
- 20 million Mexicans can’t be wrong, panel discussion, Material Art Fair, Mexico, 2014[23].
- Tropicalize Me! Part 2 : Matthieu Laurette, Parallel, Oaxaca, 2014.
- 3⁄4 Lifestyle, 150% Volume, Treize, Paris, 2014[24].
- La Start-Up, Les Ateliers des Arques, Lot, 2014[25],[26],[27].
- Yesterday : Renaud Jerez, Lodos, Mexico, 2014[28].
- Act so there is no use of a center : (de)centering contemporary art in the digital age, panel discussion, Fahrenheit, Los Angeles, 2014[29].
- Libre circulation de capitaux symboliques, Galerie Loevenbruck, Paris, 2014[30].
- Moucharabieh, co-curated with Céline Kopp and Sandra Patron, Triangle France, Marseille, 2015[31].
- Cronotopo : Mariana Castillo Deball, cocurated with Oliver Martínez-Kandt, MRAC Sérignan, 2015[32].
- Cada vez que encuentro la muerte pienso en ti : Emmanuelle Lainé, IFAL, Mexico, 2015[33].
- Sophie Bueno Boutellier, La ritournelle du peuple des cuisines, Fondation d'entreprise Ricard, 2016[34]
- Journal d’un travailleur métèque du futur, Frac des Pays de la Loire, 2016[35],[36]
- Eldorado, “La déesse verte”, Gare de Lille-Saint-Sauveur, Lille, 2019[37],[38]